# 2004年のパシフィック・リーグプレーオフ
2004年のパシフィック・リーグプレーオフは、2004年（平成16年）10月1日から10月11日までプロ野球パシフィック・リーグレギュラーシーズンの上位3球団で行われたプレーオフである。プレーオフが実施されるのは、1982年以来であり、レギュラーシーズンの上位3チームによる争いとなった。

## 概要
この年から導入された、パシフィック・リーグのプレーオフはレギュラーシーズン2位の西武ライオンズと3位の北海道日本ハムファイターズが3戦2勝制で第1ステージを戦い、その勝者が1位の福岡ダイエーホークスと5戦3勝制で第2ステージを戦い、その勝者がパシフィック・リーグの優勝を手にするという形で行われた。

### トーナメント表
|  | 1stステージ（準決勝） | 1stステージ（準決勝） |                         |       | 2ndステージ（決勝） | 2ndステージ（決勝） |
|  |                       |                       |                         |       |                     |                     |
|  |                       |                       |                         |       |                     |                     |
|  |                       |                       |                         |       |                     |                     |
|  |                       |                       |                         |       |                     |                     |
|  |                       |                       | （5戦3勝制） 福岡ドーム |       |                     |                     |
|  |                       |                       |                         |       |                     |                     |
|  | ダイエー              | ○●●○●                 |                         |       |                     |                     |
|  | ダイエー              | ○●●○●                 | （3戦2勝制） 西武ドーム |       |                     |                     |
|  |                       |                       | 西武                    | ●○○●○ |                     |                     |
|  | 西武                  | ○●○                   | 西武                    | ●○○●○ |                     |                     |
|  | 西武                  | ○●○                   |                         |       |                     |                     |
|  | 日本ハム              | ●○●                   |                         |       |                     |                     |
|  | 日本ハム              | ●○●                   |                         |       |                     |                     |
|  |                       |                       |                         |       |                     |                     |
|  |                       |                       |                         |       |                     |                     |
|  |                       |                       |                         |       |                     |                     |
|  |                       |                       |                         |       |                     |                     |

| 日付                 | 試合  | ビジター球団（先攻）       | スコア | ホーム球団（後攻） | 開催球場   |
| 10月1日（金）        | 第1戦 | 北海道日本ハムファイターズ | 7 - 10 | 西武ライオンズ     | 西武ドーム |
| 10月2日（土）        | 第2戦 | 北海道日本ハムファイターズ | 5 - 4  | 西武ライオンズ     | 西武ドーム |
| 10月3日（日）        | 第3戦 | 北海道日本ハムファイターズ | 5 - 6  | 西武ライオンズ     | 西武ドーム |
| 勝者：西武ライオンズ |       |                            |        |                    |            |

| 日付                 | 試合   | ビジター球団（先攻） | スコア | ホーム球団（後攻）   | 開催球場   |
| 10月6日（水）        | 第1戦  | 西武ライオンズ       | 3 - 9  | 福岡ダイエーホークス | 福岡ドーム |
| 10月7日（木）        | 第2戦  | 西武ライオンズ       | 11 - 1 | 福岡ダイエーホークス | 福岡ドーム |
| 10月8日（金）        | 休養日 | 休養日               | 休養日 | 休養日               | 休養日     |
| 10月9日（土）        | 第3戦  | 西武ライオンズ       | 6 - 5  | 福岡ダイエーホークス | 福岡ドーム |
| 10月10日（日）       | 第4戦  | 西武ライオンズ       | 1 - 4  | 福岡ダイエーホークス | 福岡ドーム |
| 10月11日（月）       | 第5戦  | 西武ライオンズ       | 4 - 3  | 福岡ダイエーホークス | 福岡ドーム |
| 勝者：西武ライオンズ |        |                      |        |                      |            |

### 第1ステージ

#### 第1戦
西武・松坂大輔、日本ハム・金村曉の両エースの先発で始まったが3回裏、1死満塁からカブレラが左中間に走者一掃の3点適時二塁打を放ち3点を先制した。しかし4回表日本ハムは小笠原道大の同点3点本塁打で追いついた。6回裏に西武はフェルナンデスが勝ち越し本塁打を放つが7回表に日本ハムはセギノールが同点本塁打を放ち、再び同点とした。7回裏、西武は佐藤友亮の本塁打で勝ち越すとフェルナンデスの満塁本塁打、細川亨のソロ本塁打で6点を奪い試合を決めた。8回表に日本ハムは3点を返すものの9回は西武のクローザー・豊田清が締め、第1戦をものにした。
西武はポストシーズンの連敗を6で止めた。

#### 第2戦
1回表に日本ハムは小笠原が本塁打を放ち先制したが、一方の西武は3回裏に同点に追いついた。6回表、日本ハムは西武先発の張誌家を捕らえ、小笠原・セギノールの適時打で勝ち越し、張をKOした。代わった大沼幸二、三井浩二からも2点を奪い、4点を取って5-1とした。西武は9回裏に日本ハム先発のミラバルを攻め、3点を返し1点差としたが最後は横山道哉が抑えて日本ハムが勝利した。

#### 第3戦
1回表に日本ハムはセギノールが西武先発の帆足和幸から先制3点本塁打を放った。しかし西武は3回裏に日本ハム先発の江尻慎太郎を攻め、1死満塁のチャンスをつかむとカブレラが逆転満塁本塁打を放ち、試合の流れは西武に傾いた。西武は4回裏にも1点を加え、そのまま試合は9回表へ進んだ。西武はクローザーの豊田を投入、試合は決まったかと思われた。だが、木元邦之が同点2点本塁打を放ち試合は振り出しに戻った。9回裏、先頭の和田一浩が横山からサヨナラ本塁打を放ち6-5で勝利、第2ステージ進出を決めた。
2004-06年に行われたプレーオフ、並びにパ・リーグのクライマックスシリーズでは最長時間試合となっている。

### 第2ステージ
この年のプレーオフ第2ステージでは、シード枠の勝率1位・ダイエーと第1ステージ勝ち抜けチームとのゲーム差が5以上あった場合にはダイエーに予め1勝分のアドバンテージが付くことになっていたが、第1ステージ勝ち抜けの西武とはゲーム差4.5であったためアドバンテージはなく、通常の5戦3勝制で優勝が争われた。因みにこの年の近鉄とオリックスの合併騒動により端を発したプロ野球再編問題に対して行われた選手会によるストライキにより中止された試合が2004年レギュラーシーズンにおける最後のダイエー対西武戦であり、ダイエー側にとってはこれによって5ゲーム差をつけるチャンスを失うという皮肉な結果となった。

#### 第1戦
第1ステージ第3戦から中2日おいて迎えた。ダイエー・新垣渚、西武・石井貴の先発で始まったが序盤からダイエー打線が石井に襲い掛かり、1回裏に2点を先制、3回裏に城島健司のソロ本塁打で1点を追加、5回にも2点を追加し石井をKOし、試合の主導権を握った。ダイエーはその後も井口資仁、松中信彦、ズレータの本塁打などで4点を追加した。西武も9回にカブレラの2点本塁打で反撃したが結局9-3でダイエーが初戦をものにした。ダイエーはポストシーズンでのホームゲームの連勝を5とした。

#### 第2戦
第1戦とは逆に西武の打線が爆発した。1回表に2点を先制すると、2回表にも赤田将吾、フェルナンデスの適時打で3点を追加し、ダイエー先発の和田毅をKOした。さらに西武は6回表に和田一浩の満塁本塁打、7回に高木浩之の2点本塁打でダメ押し11-0とした。余裕の出来た西武は先発の松坂を6回で降板させた。ダイエーは7回裏に1点を返したのみにとどまった。

#### 第3戦
休養日1日を挟み行われた第3戦は第1戦、第2戦とはうって変わり接戦となった。西武はダイエー先発斉藤和巳を攻め立て1回表にフェルナンデスの先制2点本塁打で先制、さらに2回表にも1点を加えた。一方のダイエーは4回に西武先発の張を攻め、井口、城島の本塁打と鳥越裕介の逆転適時2塁打で4-3と逆転した。西武は5回表にフェルナンデスのこの日2本目の同点本塁打で追いつくがその裏、中島裕之の失策でダイエーが再び1点を勝ち越した。6回西武は中島が失策の汚名返上の同点本塁打を放ち、さらに続く野田浩輔が勝ち越し本塁打を放った。西武は7回の無死満塁のチャンスを逃したが小刻みな継投でダイエーの反撃をかわし、6-5で逃げ切り、リーグ優勝に王手をかけた。

#### 第4戦
もう負けられないダイエーは4回裏に西武先発の帆足から鳥越、川﨑宗則、出口雄大が適時打を放ち3点を先制、さらに6回に帆足から代わった森慎二から川﨑が本塁打を放ち4-0とした。西武打線はダイエー先発の倉野信次に封じられ、7回に和田のソロ本塁打で1点を返すのみにとどまった。結局4-1でこの試合をものにしたダイエーが2勝2敗のタイに追いつき、リーグ優勝に逆王手とした。

#### 第5戦
第5戦はダイエーが第1戦先発の新垣、西武は中3日で第2戦先発の松坂の先発で始まった。
4回裏、ダイエーは城島の本塁打で先制、さらに四球のバルデスを一塁に置いて、ズレータが二塁打を放った。しかしセンター赤田の好返球でバルデスは本塁でタッチアウトとなり、追加点は奪えなかった。
5回にもダイエーは柴原洋を二塁に置いて宮地克彦がライトにヒットを放った。しかし、ライト小関竜也の好返球で柴原は本塁でタッチアウト、追加点を奪えなかった。
西武は6回表、1死満塁のチャンスをつかむと代打に石井義人を起用、石井はレフトフェンス直撃の適時二塁打を放ち2-1と逆転、さらに野田の犠飛で1点を追加、3-1とした。松坂は中3日の影響もあり6回で降板、西武は継投で逃げ切りをはかった。
8回裏、ダイエーは先頭の井口が小野寺力から本塁打を放ち、1点差と迫ると、1死後に城島が四球を選び同点のチャンスを迎えた。ここで西武はクローザーの豊田を投入し、バルデス、ズレータを連続三振に斬ってとった。
9回裏ダイエーは粘りを見せ、先頭の鳥越が二塁打を放つと、川崎の犠打で三塁に進んだ後、柴原に同点タイムリーが飛び出し土壇場で3-3の同点となった。この後、井口のライト前に落ちる二塁打で2死2・3塁のチャンスを迎え、ダイエーのサヨナラ勝ちと同時にリーグ連覇のチャンスだったが豊田はこの第2ステージで不振の松中をセカンドゴロに打ち取り同点で切り抜け、プレーオフ初となる延長戦となった。
10回表、西武は先頭の小関が二塁打で出塁、犠打と敬遠で1死1・3塁とすると代打の犬伏稔昌がセンターに犠飛を放ち勝ち越し、その裏は第1戦で先発してKOされた石井貴が登板。2死からズレータが四球を選ぶが、鳥越がニゴロに倒れて試合終了。石井は第1戦のリベンジを果たす形で西武ライオンズが2年ぶり20度目のリーグ優勝に輝いた。
一方、ダイエーは新垣が6回に逆転を許すもこの回以外は得点を許さず9回3失点の好投を見せたが打線が二度の本塁憤死、さらに9回のサヨナラのチャンスで松中が凡退したことが響きリーグ連覇はならなかった。さらにこのシーズンのオフにソフトバンクに球団を身売りしたため、結果的にこの試合が福岡ダイエーホークスとしての最後の試合となった。
2008年から西武ライオンズは「埼玉西武ライオンズ」に改称したため、西武ライオンズとしての優勝は今年度が最後になった。

## 結果

### 第1ステージ

#### 第1戦
10月1日（金）西武ドーム 開始18：00（試合時間：3時間30分）観衆数/30,000人
| 日本ハム | 0 | 0 | 0 | 3 | 0 | 0 | 1 | 3 | 0 | 7  |
| 西武     | 0 | 0 | 3 | 0 | 0 | 1 | 6 | 0 | x | 10 |

（日）●金村（1敗）、井場、建山、入来－高橋信

（西）○松坂（1勝）、星野、S豊田（1S）－細川

本塁打

小笠原1号3ラン（4回表松坂）、フェルナンデス1号ソロ（6回裏金村）、佐藤1号ソロ（7回裏金村）、フェルナンデス2号満塁（7回裏井場）、細川1号ソロ（7回裏建山）、　

[審判]柳田（球）中村　栄村　山本（塁）川口　秋村（外） 

#### 第2戦
10月2日（土）西武ドーム 開始13：30（試合時間：3時間53分）観衆数/45,000人
| 日本ハム | 1 | 0 | 0 | 0 | 0 | 4 | 0 | 0 | 0 | 5 |
| 西武     | 0 | 0 | 1 | 0 | 0 | 0 | 0 | 0 | 3 | 4 |

（日）○ミラバル（1勝）、S横山（1S）－高橋信

（西）●張（1敗）、大沼、三井、小野寺、森－細川

本塁打

小笠原2号ソロ（1回表張）

[審判]秋村（球）川口　中村　栄村（塁）津川　山本（外）

#### 第3戦
10月3日（日）西武ドーム 開始13:00（試合時間:4時間31分） 観衆数/38,000人
| 日本ハム | 3 | 0 | 0 | 0 | 0 | 0 | 0 | 0 | 2  | 5 |
| 西武     | 0 | 0 | 4 | 1 | 0 | 0 | 0 | 0 | 1x | 6 |

（日）江尻、入来、建山、●横山（1敗1S）－高橋信

（西）帆足、長田、星野、小野寺、○豊田（1勝1S）－細川

本塁打

セギノール2号3ラン（1回表帆足）、カブレラ1号満塁（3回裏江尻）、木元1号2ラン（9回表豊田）、和田1号ソロ（9回裏横山）　

[審判]山本（球）津川　川口　中村（塁）柳田　栄村（外）

### 第2ステージ

#### 第1戦
10月6日（水）福岡ドーム 開始18：00（試合時間：3時間5分）観衆数/47,000人
| 西武     | 0 | 0 | 0 | 0 | 0 | 1 | 0 | 0 | 2 | 3 |
| ダイエー | 2 | 0 | 1 | 0 | 2 | 0 | 3 | 1 | x | 9 |

（西）●石井貴（1敗）、山崎、大沼－細川、野田

（ダ）○新垣（1勝）、三瀬、杉内、佐藤－城島

本塁打

城島1号ソロ（3回裏石井貴）、井口1号ソロ（7回裏大沼）、松中1号ソロ（7回裏大沼）、ズレータ1号ソロ（7回裏大沼）、カブレラ1号2ラン（9回表杉内）

[審判]山村（球）東　中村　川口（塁）柿木園　栄村（外）

#### 第2戦
10月7日（木）福岡ドーム 開始18：00（試合時間：3時間24分）観衆数/47,000人
| 西武     | 2 | 3 | 0 | 0 | 0 | 4 | 2 | 0 | 0 | 11 |
| ダイエー | 0 | 0 | 0 | 0 | 0 | 0 | 1 | 0 | 0 | 1  |

（西）○松坂（1勝）、小野寺、星野、豊田－野田

（ダ）●和田（1敗）、山田、吉武、神内、岡本、杉内－城島

本塁打

和田1号満塁（6回表吉武）、高木浩1号2ラン（7回表神内）

[審判]川口（球）中村　柿木園　栄村（塁）山村　東（外） 

#### 第3戦
10月9日（土）福岡ドーム 開始18：00（試合時間：4時間00分）観衆数/48,000人
| 西武     | 2 | 1 | 0 | 0 | 1 | 2 | 0 | 0 | 0 | 6 |
| ダイエー | 0 | 0 | 0 | 4 | 1 | 0 | 0 | 0 | 0 | 5 |

（西）張、山崎、○長田、小野寺、S豊田（1S）-野田

（ダ）●斉藤（1敗）、佐藤、杉内、岡本－城島

本塁打

フェルナンデス1号2ラン（1回表斉藤）、井口2号ソロ（4回裏張）、城島2号ソロ（4回裏張）、フェルナンデス2号ソロ（5回表斉藤）、中島1号ソロ（6回表斉藤）、野田1号ソロ（6回表斉藤）

[審判]栄村（球）柿木園　山村　東（塁）川口　中村（外） 

#### 第4戦
10月10日（日）福岡ドーム 開始18：00（試合時間：3時間22分）観衆数/48,000人
| 西武     | 0 | 0 | 0 | 0 | 0 | 0 | 1 | 0 | 0 | 1 |
| ダイエー | 0 | 0 | 0 | 3 | 0 | 1 | 0 | 0 | x | 4 |

（西）●帆足（1敗）、森、山崎、岡本－細川

（ダ）○倉野（1勝）、山田、S三瀬（1S）－城島

本塁打

川﨑1号ソロ（6回裏森）、和田2号ソロ（7回表山田）

[審判]東（球）山村　川口　中村（塁）栄村　柿木園（外） 

#### 第5戦
10月11日（月）福岡ドーム 開始18：00（試合時間：4時間14分）観衆数/47,000人（延長10回）
| 西武     | 0 | 0 | 0 | 0 | 0 | 3 | 0 | 0 | 0 | 1 | 4 |
| ダイエー | 0 | 0 | 0 | 1 | 0 | 0 | 0 | 1 | 1 | 0 | 3 |

（西）松坂、長田、星野、小野寺、○豊田（1勝1S）、S石井貴（1敗1S）－野田

（ダ）新垣、●三瀬（1敗1S）－城島

本塁打

城島3号ソロ（4回裏松坂）、井口3号ソロ（8回裏小野寺）

[審判]中村（球）川口　栄村　柿木園（塁）東　山村（外）
最終打者は鳥越裕介。セカンドゴロであった。

## テレビ・ラジオ放送

### テレビ中継

#### 第1ステージ
第1戦（10月1日）
- テレビ朝日（EX）
- BS朝日

10月1日の第1ステージ初戦では、BS朝日で午後6時から生中継され、テレビ朝日でも同日のセ・リーグのヤクルトスワローズの結果次第では中日ドラゴンズの優勝がかかっていたこともあってか午後8時から放送予定だった「内村プロデュースvs世界の成功者たち お笑い収穫祭スペシャル!!」を休止してヤクルトスワローズ対読売ジャイアンツ戦（神宮球場）と2元中継（但し、プレーオフは撮って出し）した。「内村プロデュースvs世界の成功者たち お笑い収穫祭スペシャル!!」は、10月20日の夜7時から放送した。（本来は日本シリーズ第4戦の西武ライオンズ対中日ドラゴンズ（西武ドーム）を放送する予定だったが、台風接近のため中止となった。）
第2戦（10月2日）
第3戦（10月3日）
- テレビ朝日（EX）

#### 第2ステージ
第1戦（10月6日）
- RKB毎日放送
- NHK-BS1
  - 実況小野塚康之 解説大島康徳 リポート:石川洋(ダイエー)、田中崇裕(西武)
  - 放送時間18:00-21:15

第2戦（10月7日）
- RKB毎日放送
- NHK-BS1　
  - 実況秋山浩志 解説武田一浩 リポート：小野塚康之(ダイエー)、冨坂和男(西武)
  - 放送時間18:00-21:30

第3戦（10月9日）
- 九州朝日放送（KBC）
- NHK-BS1　
  - 実況石川洋 解説大野豊 リポート:小野塚康之(ダイエー)、秋山浩志(西武)
  - 放送時間18:05-22:10

第4戦（10月10日）
- 九州朝日放送（KBC）
- NHK-BS1
  - 実況冨坂和男 解説小早川毅彦 リポート:竹林宏(ダイエー)、秋山浩志(西武)　
  - 放送時間18:00-21:30

第5戦（10月11日）
- TVQ九州放送　
  - 実況植草朋樹 解説藤本博史、駒田徳広、若菜嘉晴
  - 放送時間19:00-22:35
- NHK-BS1